# Junkua
Junkua är en sjö i kommunen Rovaniemi i landskapet Lappland i Finland. Sjön ligger 165,6 meter över havet. Den är 10,5 meter djup. Arean är 1,85 kvadratkilometer och strandlinjen är 10,74 kilometer lång. Sjön  ingår i Kemi älvs huvudavrinningsområde.   Den ligger omkring 41 kilometer öster om Rovaniemi och omkring 710 kilometer norr om Helsingfors. 